# Varna, Illinois
Varna là một làng thuộc quận Marshall, tiểu bang Illinois, Hoa Kỳ. Năm 2010, dân số của làng này là 384 người.

## Dân số
Dân số qua các năm:
- Năm 2000: 436 người.
- Năm 2010: 384 người.